# Йън Холт
Йън Холт (на английски: Ian Holt) е американски сценарист, актьор, продуцент и писател на бестселъри в жанра хорър.

## Биография и творчество
Йън Холт Дътън е роден на 24 май 1964 г. в САЩ. Завършва училището по изкуствата „Тиш“ към Нюйоркския университет, където учи творческо писане, драматични изкуства, развитие на героите и сюжета, и теория на сценария при актрисата и преподавателка Стела Адлер.
След дипломирането си се насочва да работи като сценарист. Придобива правото да напише сценарий по документалната книга „В търсене на Дракула“ от професорите Реймънд Макнали и Раду Флореску, която става бестселър през 1972 г., и е използвана от Франсис Форд Копола за филма му „Дракула“ по едноименния роман на Брам Стокър.
Заедно с авторите на книгата обикаля страната и участва в техните лекции за културните последици и въздействието на историята и героя на Брам Стокър. През 1995 г. се присъединява към Трансилванското общество на Дракула и присъства на неговия Първи световен конгрес на Дракула в Румъния, където се събират водещи историци и литератори за обсъждането на влиянието на изкуствата, и по специално на хорър историите и филмите на ужасите. В Румъния обикаля местата свързани с историята на Влад Цепеш – руините на замъка, родното му място в Сигишоара, и неговия „празен гроб“ в манастира Снагов. Животът му се променя, когато участва на честването на 100-годишнината от издаването на романа „Дракула“ в Лос Анджелис, и слуша лекцията на проф. Елизабет Милър. Тогава му идва идеята за сценарий продължение на безсмъртния роман на Брам Стокър.
След 5 години среща прапраплеменника на Брам Стокър, Дейкър Стокър, който също мечтае за продължението на романа. След няколко години проучвания, през 2009 г. е публикуван съвместния им хорър роман „Дракула – Немъртвият“, продължение на романа на Брам Стокър.
Йън Холт живее със семейството си в Лонг Айлънд.

## Произведения

### Самостоятелни романи
- Dracula The Un-dead (2009) – с Дейкър Стокър
Дракула – Немъртвият, изд.: ИК „Бард“, София (2010), прев. Елена Кодинова

### Екранизации
- 2005 Dr. Chopper – история, актьор, продуцент
- 2011 Episode 50 – история, актьор, продуцент